# Station Nonceveux
Station Nonceveux is een voormalige spoorweghalte langs spoorlijn 42 bij het dorp Nonceveux in de gemeente Aywaille .
In december 1885 werd een voorlopige spoorweghalte opgericht waarbij een oude wagon dienstdeed als wachthok. In 1926 werd er een klein gebouw opgericht langs de kant richting Trois-Ponts dat dienstdeed als wachtlokaal en ontvangstbureau.
De stopplaats werd gesloten in 1984 en het kleine gebouw werd in 1987 afgebroken.

## Aantal instappende reizigers
De grafiek geeft het gemiddeld aantal instappende reizigers weer op een week-, zater- en zondag.
| Tabel: aantal instappende reizigers station Nonceveux | Tabel: aantal instappende reizigers station Nonceveux | Tabel: aantal instappende reizigers station Nonceveux | Tabel: aantal instappende reizigers station Nonceveux |
|                                                       | Weekdag                                               | Zaterdag                                              | Zondag                                                |
| ----------------------------------------------------- | ----------------------------------------------------- | ----------------------------------------------------- | ----------------------------------------------------- |
| 1977                                                  | 18                                                    | 34                                                    | 17                                                    |
| 1978                                                  | 28                                                    | 13                                                    | 15                                                    |
| 1979                                                  | 31                                                    | 39                                                    | 32                                                    |
| 1980                                                  | 43                                                    | 20                                                    | 32                                                    |
| 1981                                                  | 18                                                    | 19                                                    | 12                                                    |
| 1982                                                  | 17                                                    | 19                                                    | 17                                                    |
| 1983                                                  | 20                                                    | 13                                                    | 7                                                     |

0,0: Rivage ·
0,9: Liotte ·
5,7: Martinrive ·
8,2: Aywaille ·
11,4: Remouchamps ·
13,4: Nonceveux ·
17,0: Quarreux ·
19,0: Lorcé-Chevron ·
21,4: Stoumont ·
27,4: La Gleize ·
30,4: Roanne-Coo ·
32,6: Coo ·
34,8: Trois-Ponts ·
40,7: Grand-Halleux ·
45,7: Rencheux ·
46,7: Vielsalm ·
48,3: Salmchâteau ·
51,4: Cierreux ·
54,2: Bovigny ·
58,1: Gouvy